# Jane Ball
Jane Ball (* 4. Oktober 1920 in Kingston, New York, Vereinigte Staaten; † 9. Dezember 2005 in Pennsylvania, Vereinigte Staaten) war eine US-amerikanische Schauspielerin. Ihre bekannteste Rolle spielte sie 1944 in dem Film Schlüssel zum Himmelreich.

## Leben und Karriere
Jane Ball begann ihre Karriere als Schauspielerin im Jahr 1944, als sie die Rolle der Nora Bannon als Erwachsene im Film Schlüssel zum Himmelreich an der Seite von Gregory Peck und Rose Stradner übernahm. Danach folgte noch im selben Jahr ein Auftritt im Film Winged Victory, wo sie die Rolle der Jane Preston übernahm. Anschließend folgte eine Schauspielpause von drei Jahren, bevor sie schließlich 1947 wieder in einem Film auftrat. Allerdings trat sie danach nur noch in einer Folge der Fernsehserie Gruen Guild Playhouse im Jahr 1952 auf und beendete danach ihre Karriere als Schauspielerin endgültig.

### Privatleben
Von 1945 bis 1973 war Jane Ball mit Monte Proser verheiratet. Aus der Ehe gingen fünf Kinder hervor. Monte Proser starb im Alter von 69 Jahren.
Nachdem sie ihre Karriere als Schauspielerin beendet hatte, wurde Ball Krankenschwester.

## Filmografie
- 1944: Schlüssel zum Himmelreich (The Keys of the Kingdom)
- 1944: Winged Victory
- 1947: Amber, die große Kurtisane (Forever Amber)
- 1952: Gruen Guild Playhouse (Fernsehserie, 1 Folge)